# 浄土平

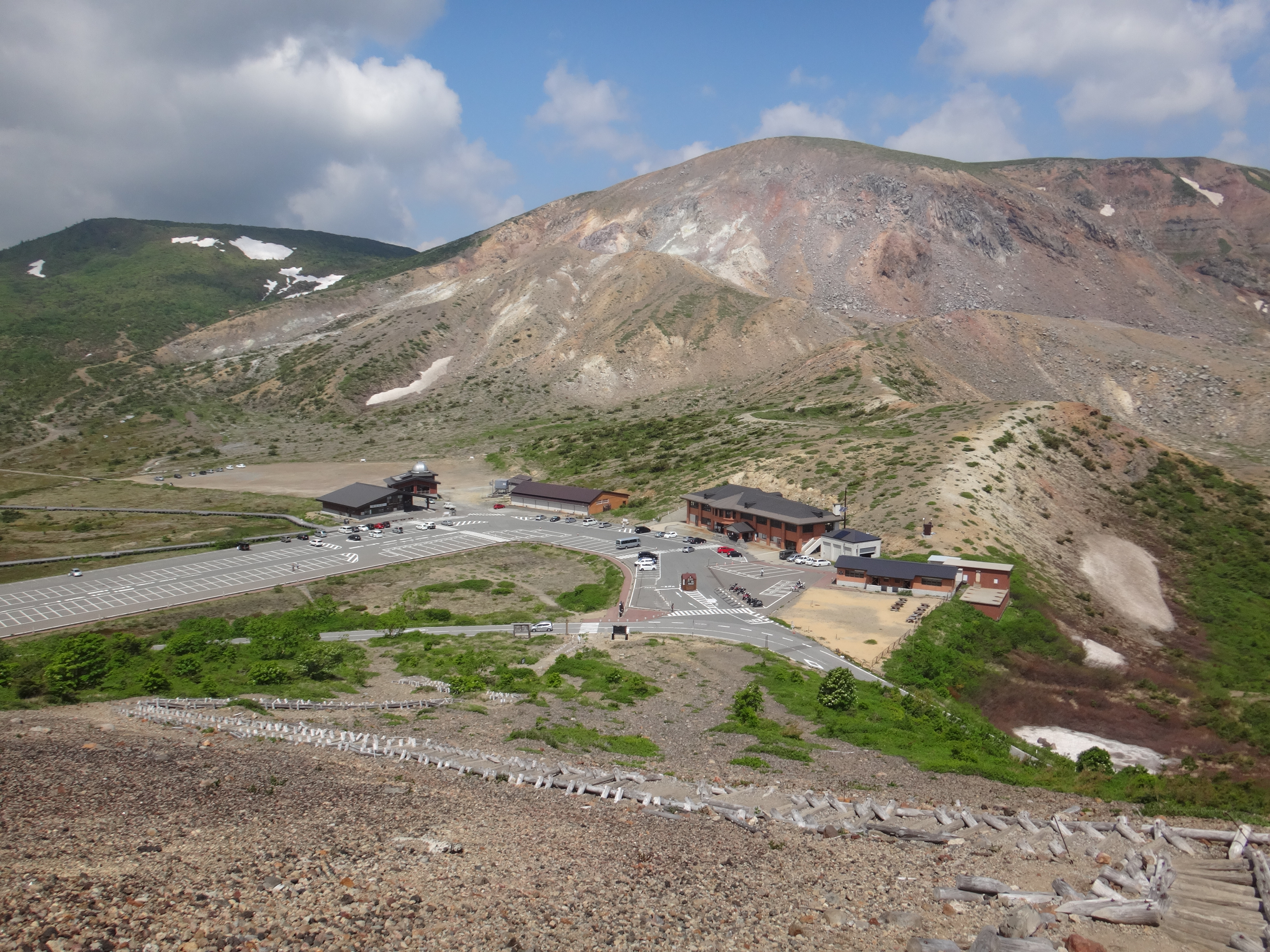
浄土平レストハウスとビジターセンター

浄土平（じょうどだいら）は、福島県福島市土湯温泉町鷲倉山（磐梯吾妻スカイライン中間地点）にある湿原である。

## 概要
吾妻連峰の東部に位置し、周辺は一切経山の火山噴火により生成された火山荒原と、オオシラビソを主とする針葉樹林の原生林となっている。高山植物群落や亜高山帯針葉樹林、湿原なども点在し、ビジターセンター、休憩所、自然探勝路が整備され、山岳観光道路の磐梯吾妻スカイラインが開通する4月～11月中旬、亜高山の自然を手軽に楽しむことができる。
吾妻山東部の吾妻小富士（1,707m）、桶沼、東吾妻山（1,975m）、蓬莱山（1,802m）、一切経山（1,949m）、高山（1,805m）等に囲まれた標高1,600mの平坦地であり、地表近くに堆積した火山灰質土石が風化し帯水層を形成し、その上に水が溜まってできた。周囲は木道の遊歩道が整備されている。
周囲を山に囲まれていることから市街地の光が遮られ空気が清浄で、かつアクセスも容易な星空観測の好適地である。1993年には公開天文台としては日本一標高の高い福島市浄土平天文台が設置された。なお、2014年12月12日以降は吾妻山（一切経山）が噴火警戒レベル2となったことから、浄土平を含め磐梯吾妻スカイラインは夜間（17時～7時）閉鎖され、利用できない状況となっていたが、2016年10月18日以降は噴火警戒レベル１へ引き下げられ、現在は通常の利用が可能となっている。

## 施設
磐梯朝日国立公園に指定されているとともに、吾妻山東部の景観が一望でき、磐梯吾妻スカイラインの観光の中心として、浄土平ビジターセンターや福島市浄土平天文台、レストハウスがある。桶沼の南東側の兎平には、吾妻小舎（有人の山小屋）、浄土平キャンプ場がある。
環境省所管の浄土平駐車場は環境美化費として駐車料金を徴収しており、料金は周辺の環境整備に充てられている。

## 湿原の植物
高層湿原ではないがモウセンゴケ、ワタスゲ、ツルコケモモ、イソツツジ、エゾリンドウ、ミズゴケ等の湿性植物が観察できる。高山植物も気軽に観察可能で、イワカガミ、ミネザクラ、アカモノ、マイヅルソウ、マルバシモツケ、チングルマ、コバイケイソウ、ウメバチソウ等も見られる。7月上旬には吾妻山で発見された福島県花・ネモトシャクナゲ（ヤエハクサンシャクナゲ）も開花する。

## アクセス
- 福島交通が福島駅発着の観光路線バス「スカイライン循環線」を季節運行することがあり、「浄土平」バス停が設けられる。
- 福島西ICから磐梯吾妻スカイライン経由、約1時間（29km）

## 周辺
- 磐梯吾妻スカイライン
- 福島市浄土平天文台
- 吾妻小富士
- 一切経山
- 五色沼 (福島市)
- 高湯温泉